# Czaromskoje
Czaromskoje (ros. Чаромское) – wieś w Rosji, w rejonie szeksnińkim obwodu wołogodzkiego. W 2010 r. liczyła 503 mieszkańców.